# Gertrud Grunow
Gertrud Grunow (8 de julio de 1870-11 de junio de 1944) fue una música y pedagoga alemana que formuló diversas teorías sobre las relaciones entre sonido, color y movimiento y una especialista en pedagogía vocal. Impartió cursos sobre la "teoría de la armonización" en la Bauhaus de Weimar, donde fue la primera maestra de la escuela y la única profesora durante los años de la escuela en Weimar.

## Trayectoria
Grunow nació en Berlín, Alemania, el 8 de julio de 1870. Comenzó a explorar las relaciones entre el sonido, el color y el movimiento en 1914 y dio sus primeras conferencias sobre sus teorías en Berlín en 1919. Ese mismo año fue invitada por el pintor y diseñador suizo Johannes Itten, a dar clases en la Bauhaus, donde él era maestro.
Comenzó impartiendo un curso de "teoría de la armonía", que más tarde se llamó "teoría de la armonización". Estuvo en la Bauhaus desde finales de 1919, y permaneció en la escuela hasta el verano de 1924. A diferencia de sus colegas masculinos, a ella le pagaban como trabajadora autónoma y no la contrataron como empleada hasta el verano de 1923 A sus cursos asistían tanto los profesores  como los estudiantes.
Grunow creía que la capacidad de las personas para expresarse dependía de su percepción personal del color, el sonido y la forma. Sus cursos incluían la sensibilización de todos los órganos sensoriales, el entrenamiento mental y sesiones psicológicas individuales. Una estudiante observó que «estaba convencida de que podía colocar a los alumnos, mediante la música y un estado de trance autoinducido, en un equilibrio interior que fortalecería y armonizaría nuestros poderes creativos». Grunow afirmó que su trabajo podría ayudar a desarrollar cualquier habilidad humana, incluso el boxeo. Desarrolló un «círculo de color de doce tonos», análogo a la música de doce tonos del compositor austríaco Arnold Schönberg (1874-1951). También exploró la correlación entre forma y color, al igual que sus colegas de la Bauhaus Itten, Wassily Kandinsky y Paul Klee.
Como parte de su trabajo, Grunow preparaba evaluaciones de los estudiantes que recomendaban a cuál de los talleres de la Bauhaus debían ser asignados después del curso preliminar, ejerciendo así una poderosa influencia sobre su futura dirección artística.
Grunow, junto con Itten, Lothar Schreyer y otros, fue considerada como uno de los "esotéricos" de la Bauhaus, a diferencia Walter Gropius, director de la escuela con una mentalidad más técnica. Una vez que Itten se fue en 1923, perdió su influencia y dejó la escuela al año siguiente. Permaneció en contacto con el personal y los estudiantes de la Bauhaus, incluido Kandinsky, que era sinestésico y tenía un interés particular en sus ideas.
A partir de 1924 dio clases en Berlín y desde 1926 hasta 1934 en Hamburgo. Participó, junto con el exalumno de la Bauhaus Ludwig Hirschfeld Mack, en el den II. Kongreß für Farbe-Ton-Forschung, Hamburgo 1-5 de octubre de 1930 (Segundo Congreso de Investigación en Color y Sonido, celebrado en Hamburgo).
Colaboró en la investigación con el psicólogo Heinz Werner, y fue socia del filósofo Ernst Cassirer, de la historiadora del arte Gertrud Bing y Hilla von Rebay, una artista abstracta y primera directora del Museo Solomon R. Guggenheim de Nueva York.
Se trasladó a Londres con el Instituto Warburg, pero tuvo que regresar a Alemania al comienzo de la Segunda Guerra Mundial. Vivió en Düsseldorf de 1939 a 1944 y murió en Leverkusen en 1944. Está enterrada en Bonn. 